# اتفاق (فیلم ۲۰۱۷)
اتفاق (به هندی: Ittefaq) فیلمی است محصول سال ۲۰۱۷ و به کارگردانی آبهی چوپرا است. در این فیلم بازیگرانی همچون سوناکشی سینها، آکشای کانا، سیدهارث مالهورترا، ماندیرا بدی ایفای نقش کرده‌اند.
اول قرار بود بجای سسیدهارث مالهورترا، وارون داوان بجای او نقش آفرینی کند که وارون داوان قبول نکرد و در فیلم دوقلوهای دو ایفای نقش کرد